# ŠNK Frankopan Sisak
Športski nogometni klub Frankopan Sisak hrvatski je nogometni klub iz Siska.
Trenutačno se natječe u 4. NL Središte Zagreb.
Klub je osnovan 1923.[nedostaje izvor]
Klupske boje 1932. bile su crna i crvena, a za godinu osnutka navedena je 1930.

## Vanjske poveznice
- Profil, HNS Semafor